# Brugt bil
Ved brugt bil eller brugtbil forstås en bil, som har haft mindst én tidligere ejer. Til handel med brugte biler har der dannet sig en branche: brugtbilforhandlere.

## Definition
Hvis bilen er yngre end 12 måneder, taler man også om en årsbil. Disse blandt køberne meget eftertragtede biler kan være op til 30 % billigere end en tilsvarende fabriksny bil, men har på grund af deres lave alder sjældent fejl og mangler og har tit også en reklamationsret (i modsætning til nybilkøbere) og/eller resterende garantiperiode (i forhold til fabrikanten og/eller importøren af det pågældende bilmærke).

## Typiske mangler
Alt efter alder og kilometertal kan der være forskellige mangler på en brugt bil. Forhandlere og andre erhvervsmæssige sælgere er i Danmark forpligtet til at yde en toårig reklamationsret, som dækker bilens ved overdragelsen fejlfrie tilstand, men ikke uforholdsmæssigt slid fra tidligere brug, slid som forekommer i køberens senere brug af bilen eller forkert brug af bilen som f.eks. motorskader på grund af tuning. Ved handel mellem to privatpersoner sælges bilen normalt som købt som beset uden reklamationsret. I alle tilfælde er sælgeren dog forpligtet til at oplyse om tilstedeværende mangler og skader (f.eks. efter et trafikuheld).